# Jean-Frédéric-Charles II d'Alvensleben
Jean-Frédéric-Charles II d'Alvensleben (né le 7 septembre 1778 à Eichenbarleben et mort le 12 février 1831 à Schochwitz) est un lieutenant général prussien et propriétaire du manoir de Schochwitz.

## Biographie

### Famille
Il est issu de la famille noble von Alvensleben et est le plus jeune fils de l'administrateur d'arrondissement Gebhard XXVII d'Alvensleben (de) (1734-1801) d'Eichenbarleben et son épouse Johanna Caroline Christiana, née von Alvensleben de la maison de Calbe-Roda (1746-1787). Son père acquiert le domaine de Schochwitz en 1783 et le lui cède en 1799.

### Carrière militaire
À l'âge de douze ans, il rejoint le régiment d'infanterie du duc de Brunswick en tant que caporal privé en juillet 1791, devient enseigne en avril 1793 et en octobre 1797 - à l'âge de 19 ans - sous-lieutenant. Dans les guerres napoléoniennes en 1813, il combat avec distinction dans les batailles de Lützen, Bautzen, Dresde et Leipzig. Nommé colonel en janvier 1814, il commande les gardes prussiens à la bataille de Paris le 30 mars 1814 avec un tel succès que le tsar Alexandre Ier lui fait remettre son propre Ordre de Saint-Georges alors qu'il est encore sur le champ de bataille. Avec sa conquête du village de Pantin, la voie vers Paris est libre. Pour cela, il reçoit également la croix de chevalier de l'Ordre de Marie-Thérèse.
En 1817, Alvensleben est promu major général. À partir de 1818, il est commandant de la 1re division de la Garde, à partir de 1820 commandant de la 2e division de la Garde. Promu lieutenant général en 1829, il doit prendre son congé en 1830 pour des raisons de santé. En tant que chevalier de l'ordre Pour le Mérite avec feuilles de chêne, les deux classes de la Croix de fer, l'Ordre de l'Aigle rouge de 1re classe avec feuilles de chêne et de nombreux autres grands honneurs, Alvensleben est l'un des officiers les plus décorés de l'armée prussienne. Sa maladie et sa mort prématurée à l'âge de 52 ans mettent fin à sa carrière militaire.

### Famille
Alvensleben s'est marié le 10 juin 1800 avec Caroline von Hirschfeld (1783-1849), fille du général prussien Karl Friedrich von Hirschfeld et de son épouse Karoline Friederike Philippine, née von Faggyas. Le mariage donne onze enfants, dont le futur lieutenant-général Hermann d'Alvensleben (1809-1887).